# Masaki Ogawa
Masaki Ogawa (小川 雅己?, Ogawa Masaki; Prefettura di Shizuoka, 3 aprile 1975) è un ex calciatore giapponese, di ruolo difensore.